# Cymaroa grisea
Cymaroa grisea is een vlinder uit de familie spinneruilen (Erebidae), onderfamilie beervlinders (Arctiinae). De wetenschappelijke naam van de soort is voor het eerst geldig gepubliceerd in 1784 door Thunberg.
Deze nachtvlinder komt voor in tropisch Afrika.